# زنده‌جان (افغانستان)
زِنده‌جان با نام تاریخی پوشَنگ (فوشنج) یک منطقهٔ مسکونی در افغانستان است که مرکز ولسوالی زنده‌جان می‌باشد. زنده‌جان ۸۳۵ متر بالاتر از سطح دریا واقع شده‌است. طاهر فوشنجی بنیان‌گذار خاندان نیمه مستقل طاهریان در این شهر تولد شده است.

## نام
پوشنگ (بعداً به عربی فوشنج) نام قدیمی این منطقه است، اما اکنون به زنده‌جان (تنها بازمانده) معروف است. داستان های زیادی در مورد این نام وجود دارد، اما معروف ترین آنها مربوط به زمانی است که گروه مغولان چنگیزخان به شهر حمله کردند و تنها یک نفر زنده ماند. در نتیجه مردم این منطقه را زنده جان نامیدند که به معنای تنها بازمانده است.

## مردم و تحصیلات
زنده‌جان حدود ۷۰ هزار نفر جمعیت دارد که ۱۵۷ روستا را شامل می شود.
۲۲ مدرسه در این ولسوالی وجود دارد که شامل سه دبیرستان دخترانه و چهار دبیرستان پسرانه با مجموع ۱۷٫۰۰۰ دانش‌آموز که ۷٫۰۰۰ دانش آموز دختر هستند. همه مردم این منطقه فارسی صحبت می کنند.

## کشاورزی
اکثر مردم این ولسوالی کشاورز هستند. گندم و غلات و همچنین میوه هایی مانند سیب، گلابی، انگور، انجیر، بادام زمینی، توت هارشد می کنند. اخیرا کشاورزان بیشتری زعفران کشت می کنند. صنعت ابریشم نیز مهم است.